# 科朗日
科朗日（法語：Collanges，法語發音：[kɔlɑ̃ʒ]）是法国多姆山省的一个市镇，属于伊苏瓦尔区。

## 地理
科朗日（45°26'15"N, 3°13'4"E）面积4.45 平方千米，位于法国奥弗涅-罗讷-阿尔卑斯大区多姆山省，该省份为法国中南部省份，北起阿列省接壤，东临卢瓦尔省，南至上盧瓦爾省和康塔爾省，西接科雷兹省和克勒兹省。
与科朗日接壤的市镇（或旧市镇、城区）包括：布德、沙吕、马德里亚、圣日耳曼朗布龙、圣热尔瓦齐、维谢勒。

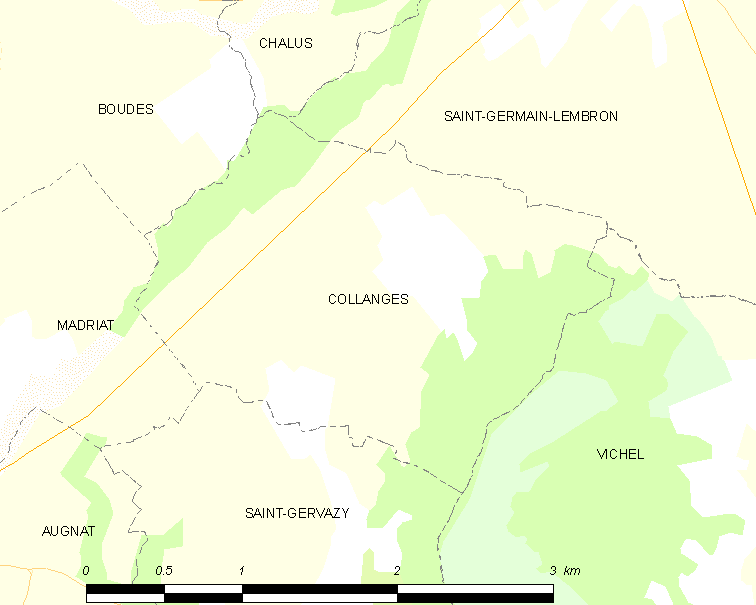
科朗日的OSM定位图

科朗日的时区为UTC+01:00、UTC+02:00（夏令时）。

## 行政
科朗日的邮政编码为63340，INSEE市镇编码为63114。

## 政治
科朗日所属的省级选区为布拉萨克莱米讷县。

## 人口

1962-2008年间科朗日人口变化图示

科朗日于2022年1月1日时的人口数量为156人。